# ロワシー＝アン＝フランス
ロワシー＝アン＝フランス （Roissy-en-France）は、フランス、イル＝ド＝フランス地域圏、ヴァル＝ドワーズ県のコミューン。
小さな村は1974年に、同じ名を冠した国際空港が開港し世界的に有名になった。しかし空港施設から離れると、ロワシーはペイ・ド・フランス地方の特徴を持つ村のままである。

## 地理
ロワシーはフランスのペイ・ド・フランスの中心にあり、パリの北東約25kmにある。
農村地帯は耕作地、空港の建設中止区域からなり、コミューン面積の41%を占めている。残りの59%は建物が占めており、そのうちの4.43 km²が空港施設である。1.7 km²はフランシリエンヌと呼ばれるニュータウンである。
シャルル・ド・ゴール空港建設が、元々の村の周囲を取り囲む多数の道路や鉄道の建設につながった。農村集落はパリからモブージュに向かう王道（現在の国道2号線）沿いに発展してきた。コミューン内を現在はA1が交差する。加えて、多くのルートは空港への貨物輸送を確保するために計画されている。
パリ-オルネー＝スー＝ボワ間の鉄道路線がコミューン内をA1と並行して走り、LGV北線がコミューンの西端をわずかに通るが、ロワシー内にはいかなる鉄道駅も存在しない。

## 歴史

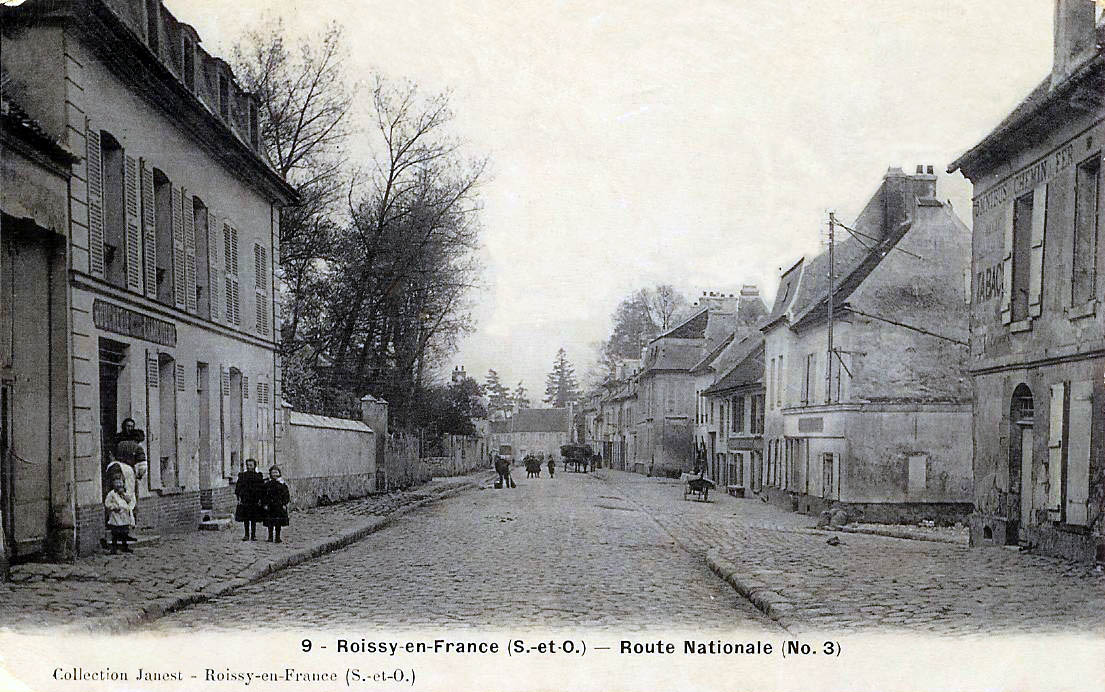
1900年頃、村を通る国道

古名はRusciacumまたはRossiacumという。これはラテン語の人名 RosciusまたはRossiusに接尾辞-acumがついたものである。13世紀にはラテン化されたRosiacoであったことが証明されている。ロワシーの名称の後に続くfranceとは、村がパリ北方の自然区分上の地方で、カペー朝の本拠地であるペイ・ド・フランス地方にあることを意味している。
1790年、独立したコミューンとなった。
1950年代後半、パリ空港の職員は航空交通の相当な拡大や、ル・ブルジェ空港やオルリー空港が飽和状態になることを見越していた。当時の政府は、2000年にはパリ都市圏の人口増加率が上がり人口15万人に達すると観測していた。新空港の建設が必要とされた。この新空港のインフラストラクチャーは、騒音公害にさらされることを念頭においてパリからなるべく遠い場所に、十分なものを配置する必要があった。1960年代には超音速航空機の構想があったからである。しかし同時に、道路と鉄道網のアクセスが可能な範囲に制限された。
1964年当時のロワシーは、人口1,300人ほど、面積の95%がいまだ農地であった。しかし第二次世界大戦後、村は貧しく、議会は深刻な予算の状態にあった。例えばこの年の支出は197,974フランであったが、税収は95,954フランに達しなかった。村は過疎の状態だった。非常にわずかな人々が、新空港の建設は地元や地域経済にとって驚異的な革命になるだろうと予想していた。
1964年1月13日の法令で、政府は新空港建設を決定した。同年7月10日から8月10日まで公聴会が開かれた。調査委員会は10月30日に好意的な意見を出した。新空港は7つのコミューンにまたがり2,915ヘクタールの面積を占めることとなった。
コミューンは、初めに公害が生じ、建設機械の到着で村の道路が傷むという事例から、空港建設と戦おうとしたが無駄だった。農家は早めに抗議したが、空港建設が不可避であることをすぐに理解し、可能な限りでの最高額での経済的な補償（他所で土地を求めて農業を続けるか、または農地を売却し現金収入を得るか）を求めることとした。
1974年3月13日、ヨーロッパ最大級の国際空港が開港した。1970年代初頭、コミューン面積の半分以上が空港関連施設で占められ、空港建設は村の外観や経済を奥深くまで変えた。騒音公害の点では、村の存在そのものが脅かされ、若い世帯をコミューンにとどめるための全ての住宅新規建設が中止に追い込まれた。ロワシーはもはや農村ではなく、新たなアイデンティティを探す運命と直面していた。将来への不確実性から数多くの取り組みが弱体化した。
驚いたことに、村の住民は新たな隣人である国際空港との共存をすぐ実現していった。

## 人口統計
| 1962年 | 1968年 | 1975年 | 1982年 | 1990年 | 1999年 | 2007年 |
| ------ | ------ | ------ | ------ | ------ | ------ | ------ |
| 1243   | 1359   | 1362   | 1401   | 2054   | 2367   | 2537   |

参照元:CassiniとINSEE

## 政治
政治的にはロワシーは右派傾向が強く、ここ数年の全ての選挙では継続して右派が圧倒的に勝利している。地域圏や国の平均より4ポイントから8ポイント高く国民連合へ強力に投票する傾向が注目されている。

## 経済
コミューンには中小の企業、商店がある。空港関連の施設やホテルが2007年当時で85,000人分の雇用を提供している。また、空港に隣接してパリ・ノール2・ビジネスパーク（fr）がある。